# El Cartel de los Sapos (película)
El Cartel de los Sapos es una película colombiana de 2011 dirigida por Carlos Moreno. La película fue seleccionada como la cinta colombiana candidata al Oscar a la Mejor Película Extranjera en la versión n.º 85 de los Premios de la Academia, pero no fue finalista.
La película, al igual que la serie de Caracol TV de 2008 El cartel, está basada en la novela de 2008 del mismo nombre de Andrés López López alias Florecita, un exnarcotraficante que mientras estuvo en prisión escribió la historia de sus experiencias en el Cartel de Cali y de lo que sucedió dentro del Cartel del Norte del Valle.

## Sinopsis
Dos amigos ingresan al negocio de las drogas ilegales, uno de ellos es un chico de clase baja, Martín, un joven inteligente y habilidoso que busca ganar dinero para llamar la atención de su amor infantil, Sofía. Su nuevo jefe, Óscar Cadena, hace un plan para derribar al poderoso Cartel de Cali, mientras que Martín avanza rápidamente en el sindicato, convirtiéndose en una parte vital del creciente Cartel del Norte del Valle. Comienza una vida turbulenta en medio de una guerra de carteles, forzándolo a mudarse a México en busca de aliados mientras lucha entre el dinero y el poder que ahora posee, y convirtiéndose en un sapo (soplón) para la DEA, para proteger a su amada Sofía.

## Reparto
- Manolo Cardona es Martín González "Fresita".
- Tom Sizemore es Sam Mathews.
- Juana Acosta es Sofía Castro de González.
- Kuno Becker es Damián.
- Diego Cadavid es Pepe Cadena.
- Robinson Díaz es Milton Jiménez "El Cabo".
- Julián Arango es Álvaro José Pérez "Guadaña".
- Nelson Moreno es Andrés Moreno "Chocolate".
- Andrés Parra es Alfonso Rendón "Anestesia".
- Fernando Solórzano es Óscar Cadena.
- Juan Pablo Raba es John Mario Martínez "Pirulito".
- Jhonny Rivera es Antonio Villegas.
- Pedro Armendáriz Jr. es Modesto.
- Ángela Piedrahíta es la amiga de Martín.
- Saúl Lisazo es el Comandante Danilo González.
- Julián Caicedo es el asesino de Óscar Cadena.